# Haitzendorf (Gemeinde Grafenegg)
Haitzendorf ist eine Ortschaft und eine Katastralgemeinde der Marktgemeinde Grafenegg im Bezirk Krems-Land in Niederösterreich. Die Ortschaft hat 390 Einwohner (Stand 1. Jänner 2024). Bis Ende 1969 war Haitzendorf eine eigenständige Gemeinde.

## Geografie
Der Ort, mit Etsdorf am Kamp einer der Hauptorte der Gemeinde Grafenegg, befindet sich östlich des Kamps am Mühlkamp und ist über die Landesstraße L7012 erreichbar. Durch den Ort führt der Große Tullnerfelder Rundwanderweg 475.

## Geschichte
Die erste urkundliche Erwähnung des Ortes erfolgte 1164 im Zwettler Stiftungsbuch als „curia in Haicendorf“. Im Jahr 1373 scheint Konrad Feyertager als Besitzer der Herrschaft auf. Dieser wohnte südlich von Grafenegg im Freihof gegenüber der Feyertagsmühle. Das Geschlecht derer von Feyertag erlosch 1615/1617 mit Stephan Adam und Joachim Wilhelm und der Ort gelangte an die Herrschaft Grafenegg. Der alte Freihof wurde 1633 abgebrochen und aus dem Material der Meierhof von Schloss Grafenegg errichtet.
Laut Adressbuch von Österreich waren im Jahr 1938 in der Ortsgemeinde Haitzendorf ein Arzt, ein Bäcker, ein Elektrotechniker, ein Fleischer, ein Friseur, ein Gastwirt, drei Gemischtwarenhändler, eine Hebamme, ein Maler, ein Maurermeister, ein Sattler, ein Schlosser, ein Schmied, ein Schneider und eine Schneiderin, vier Schuster, eine Sparkasse, zwei Trafikanten, ein Tischler, ein Wagner und einige Landwirte ansässig.
Mit 1. Jänner 1970 wurden im Zuge der Niederösterreichischen Kommunalstrukturverbesserung die bis dahin selbständigen Gemeinden Haitzendorf und Etsdorf am Kamp zu Etsdorf-Haitzendorf fusioniert. Die entstandene Gemeinde wurde am 4. Oktober 2003 in Grafenegg umbenannt.

## Sehenswürdigkeiten
Der stattliche Pfarrhof fungierte früher als Sommerresidenz der Pröpste des Stifts Herzogenburg, weshalb dieser um 1700 von Jakob Prandtauer ausgebaut und erweitert wurde. Die weitläufige Anlage präsentiert sich heute mit dem Wohngebäude, daneben mächtigen Wirtschaftstrakten, einem Gartenpavillon und einer großzügigen Gartenanlage mit einer Umfassungsmauer.

## Sport
Der SV Haitzendorf spielt erfolgreich in der Niederösterreichischen Landesliga.